# Tanaga
L'isola Tanaga (in lingua aleutina Tanaxax) è un'isola vulcanica che appartiene alle isole Andreanof occidentali, nell'arcipelago delle Aleutine; si trova nel mare di Bering ed appartiene all'Alaska (USA).
L'isola ha una superficie di 530 km², il suo punto più alto è il vulcano Tanaga (1.806 m), chiamato Kusuuginax in aleutino.
A Tanaga era stata allestito un campo di atterraggio di emergenza per la U.S. Navy nel luglio 1943 come complemento alla Base Operazioni Navali di Adak. Il sito fu abbandonato nel 1945. La torre di controllo è ancora indicata sulle carte nautiche.

## Il complesso vulcanico Tanaga
Tutta la parte nord dell'isola è occupata da un complesso vulcanico che conta tre maggiori edifici. Il Tanaga è il maggiore, l'ultima sua eruzione risale al 1914.

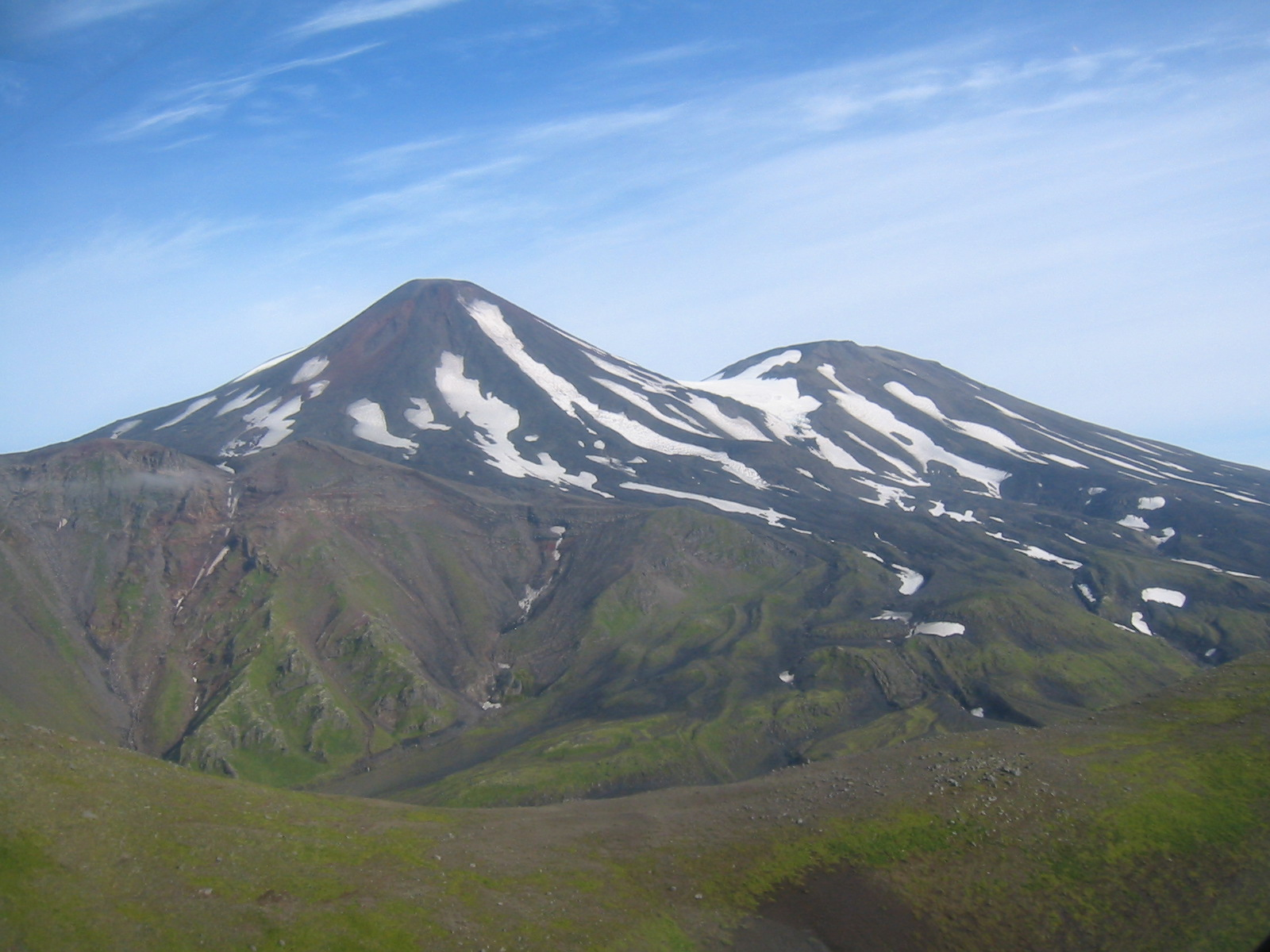
I vulcani Tanaga e East Tanaga sull'isola di Tanaga